# Familia Peugeot

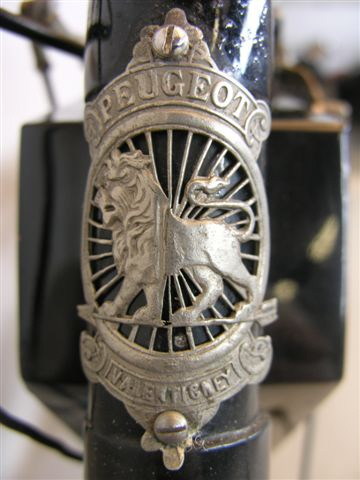
Emblema del león, adoptado del escudo de armas de Sochaux por la Familia Peugeot, para identificar a sus productos

La familia Peugeot es una dinastía industrial francesa, vinculada principalmente al grupo industrial automovilístico PSA y en particular a la marca de automóviles Peugeot.
Está compuesta por alrededor de 300 participantes que poseían el 13,68% del capital del grupo, a través de dos holding: Établissements Peugeot Frères (EPF) y la sociedad Foncière Financière et de Participation Peugeot (FFP). En 2015, la familia Peugeot representó la 20.ª fortuna de Francia, con 3,6 mil millones de euros. Tras la constitución del megagrupo Stellantis, como producto de la fusión de PSA con el grupo ítalo-estadounidense Fiat Chrysler Automobiles, la familia Peugeot mantuvo su participación accionarial, a la vez de tener a su representante dentro del directorio del nuevo grupo.
La familia Peugeot es originaria de Vandoncourt (cerca de Sochaux, Montbéliard en Franche-Comté) y es conocida desde el siglo XV. A lo largo de su dinastía supieron ser notables agricultores, molineros y metalúrgicos, de religión protestante luterana.
Además de su participación en la sociedad del fabricante automovilístico homónimo, la familia Peugeot también es propietaria del club de fútbol francés, Football Club Sochaux-Montbéliard, fundando en 1928 inicialmente como un espacio de recreación y deporte para los operarios de sus fábricas, para luego convertirse en un equipo profesional y uno de los precursores del Campeonato Profesional de Fútbol Francés.

## Miembros históricos

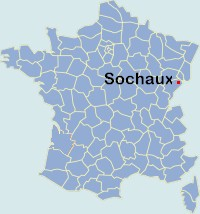
Ubicación de Sochaux.

Entre sus miembros históricos más reconocidos se encuentran:
- Jean-Pierre Peugeot I, pionero fundador de una empresa textil tintorera y de un molino de producción de aceite y granos.
- Jean-Pierre II y Jean-Frédéric Peugeot, hijos de Jean-Pierre I, primeros miembros en trabajar en la industria metalúrgica y fundadores de la marca Peugeot como fabricante de herramientas de trabajo y utensilios de cocina, en 1810.
- Jules I y Émile Peugeot, fundadores del actual Établissements Peugeot Frères y pioneros en la utilización del león como emblema de sus productos. Hijos de Jean-Pierre II.
- Eugene Peugeot I, fundador junto a su primo Armand de la producción de vehículos masivos (bicicletas, triciclos y motocicletas). Hijo de Jules I.
- Armand Peugeot, industrial y visionario, Hijo de Émile y cofundador junto a su primo Eugene I de la sociedad Les files de Peugeot Frères, dedicada a la producción de motos y bicicletas. Fue fundador de la Société des automobiles Peugeot, en 1896, diferenciándose de Eugene que continuó con la producción de motos y bicicletas. Tras haber perdido a su único hijo varón en 1896 y a pesar de la prosperidad de su negocio, acordó reintegrar su empresa con la de Eugene, creando la Société Anonyme des Automobiles et Cycles Peugeot, precursora del Groupe PSA en 1910.

### Era moderna
Las actividades de la Familia Peugeot se multiplicaron a lo largo del tiempo, teniendo nuevos protagonistas que contribuyeron en el engrandecimiento de la marca y el grupo de empresas a su alrededor. En la era moderna de esta dinastía, algunas de sus más destacadas personalidades fueron:
- Bertrand Peugeot (Seloncourt, 30 de octubre de 1923 - París, 14 de febrero de 2009). Hijo mayor de Eugène Peugeot II, hermano de Christiane, primo de Roland y Pierre II, y padre de Robert II y Christian. Fue vicepresidente y censor del consejo de vigilancia de PSA Peugeot-Citroën de 1972 a 1999, Consejero Delegado de Cycles Peugeot y Peugeot Motocycles y ECIA, así como Presidente de LFPF (Les Fils de Peugeot Frères) hasta 1994. Estuvo detrás de la creación del grupo PSA en 1976, siendo el supervisor de  la absorción de la marca Citroën por parte de Peugeot.
- Christiane Peugeot (Mulhouse 6 de diciembre de 1927 -). Hija de Eugene Peugeot II, hermana de Bertrand y prima de Roland y Pierre II. Es escritora, pintora y fundadora del Espace Christiane Peugeot de arte.
- Roland Peugeot (Valentigney, 20 de marzo de 1926 - Neuilly-sur-Seine, 6 de enero de 2016). Hijo de Jean-Pierre Peugeot III, y primo de Bertrand, Christiane y Pierre II. A sus 33 años asumió la presidencia del Établissements Peugeot Frères y fue uno de los artífices e impulsores de la creación del Groupe PSA, siendo presidente de su Consejo de Supervisión entre 1972 y 1998. Bajo su tutela, se creó el Consejo de Administración de PSA, al frente del cual se destacaron dos personalidades que también formaron parte de la historia de la empresa, aunque por fuera de la familia: François Gautier (presidente entre 1976 y 1984) y Jacques Calvet (entre 1984 y 1998).
Durante la presidencia de Roland Peugeot, se produjo la expansión de PSA a nivel internacional. Fue el artífice de la adquisición del 90% del paquete accionario de Citroën a Michelin, convirtiendo al grupo en PSA Peugeot-Citroën en 1976. En 1978 adquirió la filial Chrysler Europe y la histórica marca Simca, fusionándolas y recreando la marca Talbot. Sin embargo, esta maniobra bursátil terminó jugando en contra de PSA, por lo que se propuso la discontinuación de Talbot y la centralización de esfuerzos en Peugeot y Citroën. Robert Peugeot abandonó la presidencia de supervisión en 1998, pero siguió ligado a PSA hasta 2014, cuando se produjo el ingreso de Dongfeng Motor Corporation al accionariado de la empresa.
- Pierre Peugeot II (París 11 de junio de 1932 - 1 de diciembre de 2002). Hijo de Rodolphe Peugeot, primo de Bertrand, Christiane y Roland y padre de Thierry y Xavier. Es el único miembro de la familia que ha tenido un puesto en el Consejo de Administración de PSA desde 1972 hasta 1998. En 1998, reemplazó a Roland como presidente del Consejo de Supervisión de PSA y de la sociedad de cartera FFP. En estos puestos, buscó fortalecer a la filial de equipos de automoción Faurecia a través de sucesivas adquisiciones, trabajó para aumentar la participación accionarial de la familia en el grupo PSA (la cual había disminuido en los años 1980) y comenzó a diversificar los activos de FFP. En 1988 inauguró el Peugeot Adventure Museum en el histórico polígono industrial de Sochaux. Durante su participación en el Consejo de Supervisión, fue una figura clave en el desarrollo del grupo PSA, por la determinación de su estrategia y en su implementación.

## Actualidad de la familia

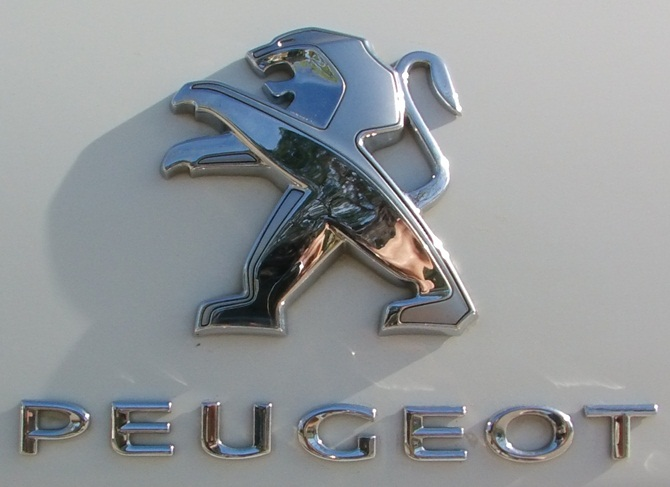
Logotipo de Peugeot Automobiles, año 2010

En la actualidad, las acciones de la Familia Peugeot en lo que hasta 2021 fue su grupo PSA, se encontraban divididas en dos facciones bien diferenciadas, que inclusive llevó a más de una disputa interna por designaciones y/o decisiones con relación al futuro de la empresa. 
Por un lado, los hijos de Pierre Peugeot II, Thierry y Xavier, habían tomado el control del Consejo de Supervisión de la empresa, siendo puesto Thierry al frente del mismo. Por su parte, los hijos de Bertrand Peugeot, Robert II y Christian, se repartieron en diferentes cargos dentro de las filiales del grupo.
Una de las decisiones que más controversia trajeron en el seno de la "Familia del León", se dio a colación de la salida en 2006 de Jean-Martin Folz de la presidencia del Consejo de Administración, ya que los miembros de la familia esperaban la designación de Robert II como su sucesor. Para sorpresa de todos, en febrero de 2007 Thierry Peugeot hizo oficial la designación de Christian Streiff como nuevo presidente de administración, decisión que fue duramente criticada por sus familiares. Lamentablemente, la aventura le duró poco a Streiff, quien fue removido de su cargo en marzo de 2009 al no poder revertir el estado de crisis en el que se encontraba la empresa, siendo Phillippe Varín designado en su lugar. A todo esto, Robert Peugeot II continuaba como presidente de la Sociedad de Cartera FFP, la cual administraba desde 2002.
En 2014, se sucedieron dos situaciones que marcaron un quiebre en la historia de la Familia Peugeot, además de sumar un round más al enfrentamiento entre Thierry y Robert. La primera situación se dio a colación de las dificultades del directorio de PSA para revertir la crisis que venía arrastrando desde los años 2000, al producirse el ingreso del Estado Francés y de la automotriz china Dongfeng Motor Corporation al capital del grupo, accediendo cada una a un 14% de las acciones. Esta situación, provocó la pérdida de la Familia Peugeot de su supremacía en PSA, al bajar su participación del 25 al 14%. Previamente a ello, en el mes de enero Thierry acusó abiertamente a Robert de impulsar políticas de desinversión y manifiesto desinterés hacia PSA. Pero la verdadera preocupación de Thierry, fue la posibilidad de perder la presidencia del Consejo de Supervisión, algo que se terminó consumando un mes después, al pedir el Consejo la designación de Louis Gallois como nuevo Presidente de Supervisión de PSA, lo que significó la salida de la Familia Peugeot del control de la empresa, tras más de 200 años de producción.
Sin embargo, a pesar de haber quedado fuera de la presidencia supervisora, uno de los grandes aciertos de Thierry Peugeot fue la contratación, unos meses antes de su retirada, del portugués Carlos Tavares como nuevo Presidente Administrativo. Este ejecutivo (proveniente del Groupe Renault, rival de PSA), llevó adelante un gran plan de reestructura de la empresa, el cual le permitió superar finalmente la crisis y lograr expandirse en el mercado, permitiéndole, entre otras cosas, crear la marca DS Automobiles y adquirirle el tándem Opel-Vauxhall a General Motors. La actuación de este ejecutivo portugués en el Consejo Administrativo de Peugeot, abrió la posibilidad de que nuevamente integrantes de la familia vuelvan a ocupar cargos de relevancia. Al mismo tiempo, su capacidad de visión le hizo plantear la posibilidad de fusionar a PSA con otro fabricante, a fin de expandir aún más la presencia de Peugeot en el mercado mundial. De esta forma y tras una serie de negociaciones, el Consejo de Supervisión de PSA aprobó en 2019 la fusión del grupo con su homólogo Fiat Chrysler Automobiles (FCA).
Tras la constitución de Stellantis en 2021, las juntas directivas de PSA y FCA acordaron la designación de 10 miembros para la cúpula de la nueva sociedad, de los cuales 5 fueron elegidos por los socios de FCA y los restantes 5 por los de PSA, quedando la presidencia en poder de la Familia Agnelli-Elkann y la vicepresidencia para la Familia Peugeot. De esta forma, John Elkann y Robert Peugeot II fueron elegidos Presidente y Vice de la nueva cúpula directiva de Stellantis. No obstante, a pesar de la fusión entre FCA y PSA, la Familia Peugeot retuvo el control de su fabricante de utensilios de cocina Peugeot Saveurs, el cual no formó parte de la mencionada fusión.